# 朝嵐丸
朝嵐丸（ちょうらんまる）は、大日本帝国海軍の特設運送船(給油船)。元はイギリス海軍補助艦隊の特務艦ルテニア (Ruthenia)。

## 船歴
元々はイギリス・グラスゴーのBarclay, Curle & Co. Ltd.で建造されたイギリスのElder Dempster & Co.所有の貨客船レイク・シャンブレイン (Lake Champlain)で、1898年（明治31年）3月31日に進水し、1900年（明治33年）3月11日に竣工した。
1903年（明治36年）6月4日、船主をカナディアン・パシフィック・ラインに変更。1913年（大正2年）3月7日、船名をルテニアに変更。1914年（大正3年）1月11日、イギリス海軍補助艦隊に売却されるが、第一次世界大戦の勃発によりドイツの目をくらますためにカモフラージュが施され、戦艦キング・ジョージ5世 (戦艦・初代)にみせかけた。1915年（大正4年）8月頃にタンカーに改装され、同年9月にカモフラージュを除去。大戦終結後の1927年（昭和2年）、ボイラーの老朽化によりシンガポールで石油タンク代用のステーション・タンカーとして活用された
太平洋戦争中の1942年（昭和17年）に、ルテニアはシンガポールのセレター軍港内に妨害目的で自沈となった。その後、シンガポールの戦いでシンガポールを占領した日本軍は沈んでいたルテニアを捕獲。朝嵐丸と改名して浮揚の後、シンガポールの第百一海軍工作部で修理復旧工事を行った。自沈時に上部構造物を喪失してしまっていたため、福井静夫が設計した新しい上部構造物を取り付けた。1943年（昭和18年）6月10日、横須賀鎮守府所管の特設運送船(給油船)として入籍。工事完了後は産油地のパレンバンと石油集積地のシンガポールとの間での石油輸送に従事した。
終戦後の1945年（昭和20年）11月30日、海軍省の廃止に伴い特設艦船籍から除かれた。戦後は復員輸送任務に従事し、GHQの日本商船管理局（en:Shipping Control Authority for the Japanese Merchant Marine, SCAJAP）によりSCAJAP-C029の管理番号が付与された。
1946年（昭和21年）4月25日、第二復員省呉地方復員局所管の特別輸送船に定められる。
1947年（昭和22年）5月3日、朝嵐丸は特別輸送船の定めを解かれ、船舶運営会に引き渡された。以降も復員輸送任務に従事。
その後シンガポールでイギリスに返還されて船名をルテニアに戻したが、1949年（昭和24年）3月12日にブリティッシュ・アイアン・アンド・スチール・コーポレーション（BISCO）によりスクラップとして売却された。同年4月3日に曳航されてシンガポールを出港。6月18日にクライドバンク近くのダルムイエ(Dalmuir)に到着し、解体された。

## 朝嵐丸船長
1. 中村昇 第二復員官/第二復員事務官/復員事務官：1946年3月16日[1] -